# Bergsporrhöna
Bergsporrhöna (Pternistis hildebrandti) är en fågel i familjen fasanfåglar inom ordningen hönsfåglar.

## Utseende och läte
Bergsporrhönan är en medelstor sporrhöna med stora skillnader i dräkter mellan könen. Hanen har brun rygg och är undertill tydligt tecknad i svart och vitt. Honan är mindre och mer enfärgad, med roströd undersida. Lätet består av en snabb serie grova toner.

## Utbredning och systematik
Arten förekommer från Kenya till Tanzania, sydöstra Demokratiska republiken Kongo, nordöstra Zambia och södra Malawi. Den behandlas antingen som monotypisk eller delas in i två underarter med följande utbredning:
- Pternistis hildebrandti altumi – Kenya, norra och västra Tanzania, sydöstra Demokratiska republiken Kongo och nordöstra Zambia
- Pternistis hildebrandti johnstoni – sydöstra Tanzania, norra Moçambique och Malawi

### Släktestillhörighet
Tidigare placerades den i släktet Francolinus. Flera genetiska studier visar dock att Francolinus är starkt parafyletiskt, där arterna i Pternistis står närmare  t.ex. vaktlar i Coturnix och snöhöns. Även de svenska trivialnamnen på arterna i släktet har justerats från tidigare frankoliner till sporrhöns (från engelskans spurfowl) för att bättre återspegla släktskapet.

## Levnadssätt
Bergsporrhönan hittas i olika miljöer som gräsmarker, savann, bergshedar och skogsbryn.

## Status
Arten har ett stort utbredningsområde och beståndet anses stabilt. Internationella naturvårdsunionen IUCN listar den därför som livskraftig (LC).

## Namn
Fågeln är uppkallad efter Johannes Hildebrandt, en tysk upptäcktsresande som samlade in de första exemplaren.